# Windscale Vitrification Plant
Die Windscale Vitrification Plant (WVP) (auch: Waste Vitrification Plant, WVP) ist eine britische Anlage zur Verglasung hochradioaktiver Abfälle aus dem Betrieb der Wiederaufarbeitungsanlagen im englischen Sellafield (früher Windscale). Die flüssigen Abfälle werden dabei mit Glaspartikeln vermischt und in einem Ofen zu einem festen Glasblock verschmolzen.

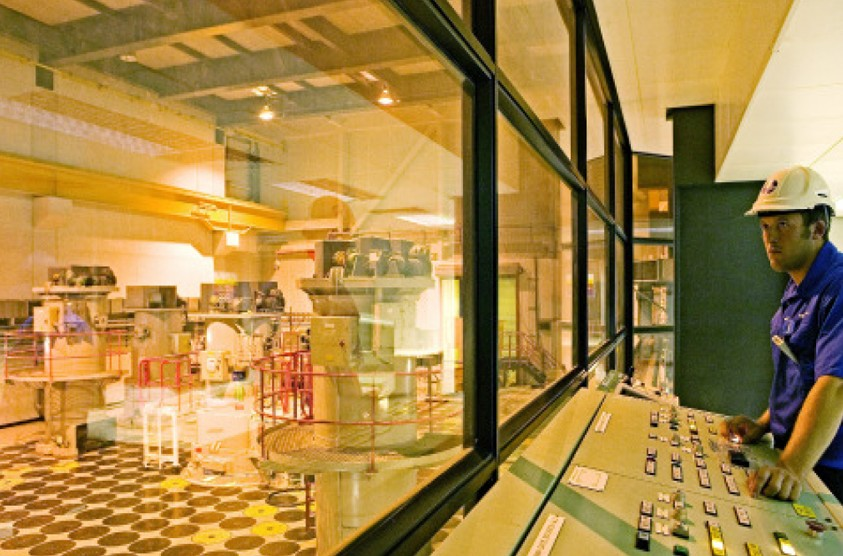
Sellafield Waste Vitrification Plant seit 1991

Die Anlage verfügt über drei Prozesslinien und basiert auf dem französischen AVM-Verfahren. Kernstück ist ein induktiv beheizter Schmelzofen, in dem der zuvor kalzinierte Abfall unter Zugabe von Glasfritte (Glasperlen von 1 bis 2 mm Durchmesser) zu Borosilikatglas verschmolzen wird. Die Schmelze wird in Edelstahlbehälter abgefüllt. Diese werden verschweißt, äußerlich dekontaminiert und in ein luftgekühltes Zwischenlager gebracht. Das Lager besteht aus insgesamt 800 vertikalen Lagerschächten (channels). Jeweils zehn Behälter sind in einem Schacht übereinander gestapelt. Sie werden durch natürliche Luftzirkulation gekühlt. Die Gesamtlagerkapazität liegt bei 8000 Behältern. Bis zum Jahr 2001 wurden 2280 Behälter eingelagert.